# アマゾン熱帯雨林

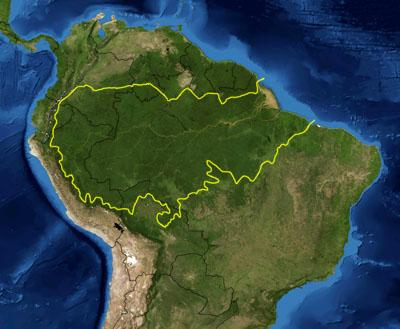
NASAによる衛星写真

アマゾン熱帯雨林（アマゾンねったいうりん、英: Amazon Rainforest、西: Selva Amazónica、葡: Floresta Amazônica）とは、南アメリカ大陸アマゾン川流域に大きく広がる、世界最大面積を誇る熱帯雨林である。2019年の大火事で11％の面積を焼失したとされる。森林破壊が原因と見られる、木が大量に枯死する等の現象が多発しており、焼き畑と合わせて二酸化炭素大量放出の原因になっており問題になっている。このまま減ってしまうと地球温暖化が進行して海面上昇等が発生する可能性が指摘されている。

## 概説
面積は約550万km2とアマゾン盆地（約700万km2）の大部分を占め、地球上の熱帯雨林の半分に相当する。省略してアマゾンとも呼ばれる。7カ国が含まれ、60%はブラジルにある。
生物多様性に富み、ブラジル政府は専門の研究機関である国立アマゾン研究所（ポルトガル語: Instituto Nacional de Pesquisas da Amazônia、略称：INPA）を設置している。
植物はエネルギーを得るために二酸化炭素を利用して光合成を行い、炭素を固定するとともに酸素を放出、あるいは呼吸によって酸素を消費しているが、アマゾンは二酸化炭素を吸い込んでいる（炭素固定している）量がとても多いため「地球の肺（lungs of the Earth）」とも呼ばれる。「地球の酸素の1/3を供給する」とする説もあるが、これは間違いであり、実際にはアマゾンの熱帯雨林は極相状態にあり、若い樹木と比べて効率の悪い葉と酸素を大量に消費する巨大に育った幹の存在、有機物を分解する過程で酸素を消費する土壌の微生物によって、酸素や二酸化炭素の消費と放出が均衡しているため、開発によって樹木や土壌に固定された炭素を大気中に放出しない限りは、大気成分に影響を与えない。この説は、アマゾン研究の第一人者にインタビューを行ったジャーナリストの勝手な誤解が広まったと言われる。オックスフォード大学環境変動研究所のヤドビンダー・マルヒ教授の試算では、アマゾン熱帯雨林は陸上で生産される酸素の16%を生産し、同じ量の酸素を消費している。
ペルー東部のマヌー国立公園は1977年に、エクアドル東部のヤスニ生物圏保護区は1989年に、ベネズエラ南部のオリノコ川上流部とカシキアレ川流域は1993年に、ブラジル北部のネグロ川とソリモンエス川（アマゾン川）流域を含むアマゾン盆地とギアナ楯状地の移行地域であるジャウー国立公園一帯は2001年にそれぞれユネスコの生物圏保護区に指定された。また、ブラジル北西部のマミラウア持続可能な開発保護区、ジュルア川、ネグロ川、アナヴィリャナス国立公園、ヴィルアー国立公園および西部のグアポレ生物保護区、コロンビア南部のイニリダ川沿岸湿地とタラポト湖沼群、エクアドル東部のリモンコチャ生物保護区とヤスニ生物圏保護区、ペルー東部のパカヤ＝サミリア国立保護区とパスタサ川流域湿地、ボリビア北部のヤタ川、マトス川、ブランコ川はラムサール条約登録地である。

## 生物

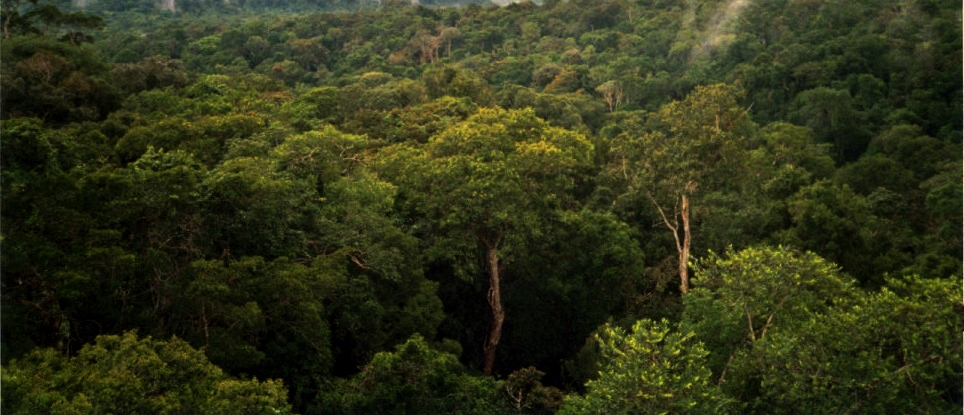
ブラジル、マナウスの熱帯雨林

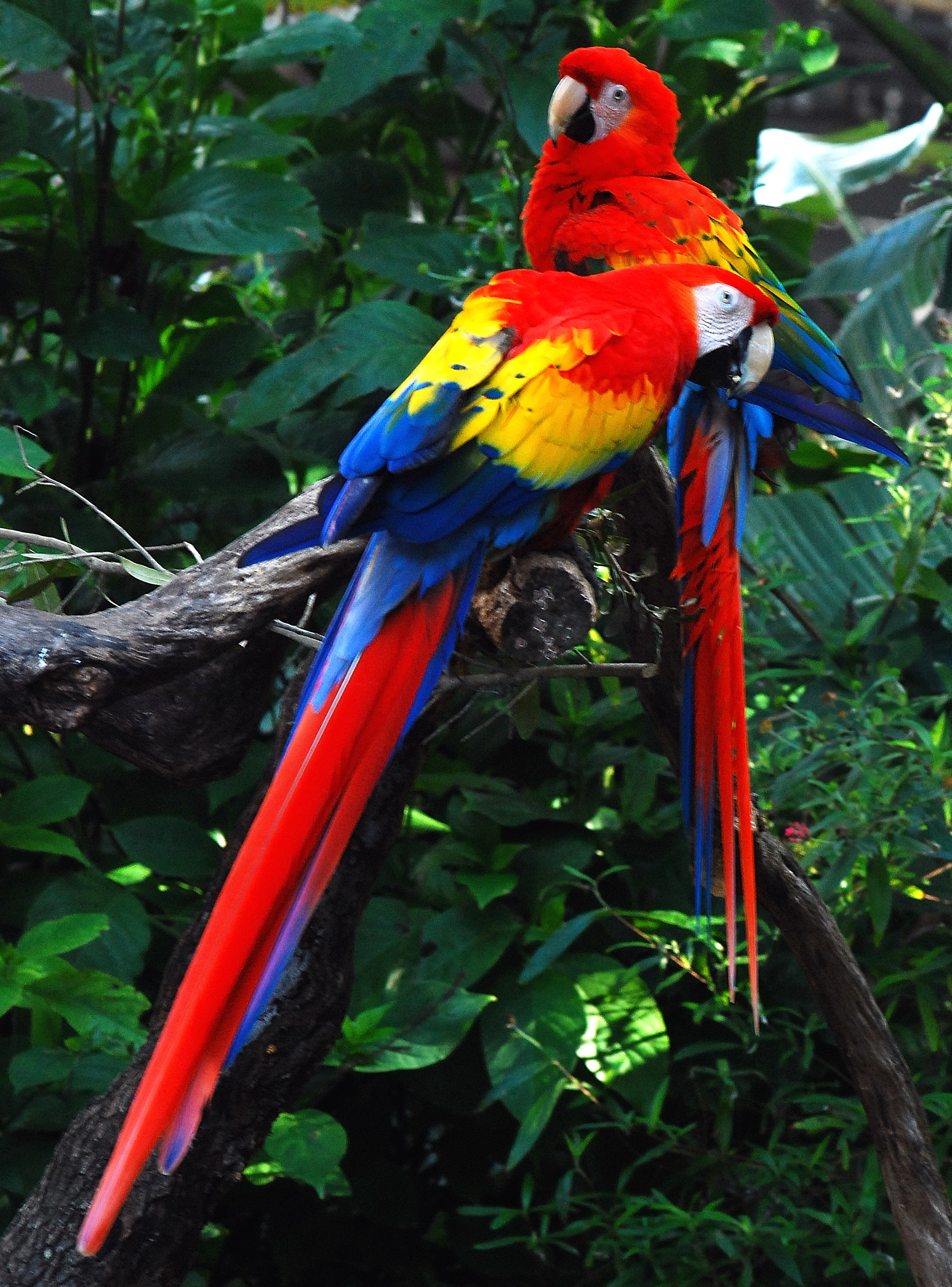
アマゾン川流域に住むコンゴウインコ

アマゾン熱帯雨林はまっすぐに伸びた豊富な樹種が林立しているにもかかわらず、林床部が貧弱である特異な特色を持つ。地域により河畔林、イガポー、高地林、カンピナラナ、カンピナ、バイショやヴァルゼア林など様々な種類の森林が分布している。植物種はトルーバルサムノキ、Platymiscium stipulare、アイスクリームビーン、Echinochloa polystachya、イネ、ボタンウキクサ、ホテイアオイ、Acmanthera latifolia、アコスミウム、アゴナンドラ、Aldina heterophylla、Brosimum potabile、Calophyllum angulare、Cariniana micrantha、Annona nitida、アンスリウム、Spermacoce capitata、Clusia columnaris、オオミテングヤシ、Mauritiella aculeata、アマゾンココヤシ、Socratea exorrhiza、ブラジルナッツ、パンヤノキ、Reldia multiflora、Nautilocalyx glandulifer、Phytelephas tenuicaulis、Aphandra natalia、アメリカアブラヤシなどがある。
哺乳類としてはミズオポッサム、ノドチャミユビナマケモノ、オオアルマジロ、ココノオビアルマジロ、ホエザル、ケナガクモザル、ペルークロクモザル、マーモセット、エンペラータマリン、フタイロタマリン、カピバラ、パカ、ハイイロアグーチ、キノボリネズミ、キンカジュー、オリンゴ、ナミチスイコウモリ、ヒメアメリカフルーツコウモリ、ヨツバトゲネズミ、ヘンディートゲネズミ、アマゾンマナティー、アマゾンカワイルカ、コビトイルカ、ボリビアカワイルカ、ジャガー、オセロット、アメリカバク、クチジロペッカリー、マザマジカ、オオカワウソ、ピューマ、オオアリクイ、アカウアカリ、マーゲイなど変化に富んだ多数の種類が生息している。ただし、他地域に比べると大型哺乳類の種類も個体数も少ないという特色がある。
鳥類はさらに多く、ミドリコンゴウインコなどのコンゴウインコ、ユミハシハチドリ、エメラルドハチドリ、オオハシ、ホウカンチョウ、チャバラホウカンチョウ、シャクケイ、ラッパチョウ、ヒメシギダチョウ、ハシボソシギダチョウ、オナガヤシアマツバメ、タチヨタカ、ナンベイレンカク、クビワヤマセミ、ハチクイモドキ、ツバメトビ、オウギワシ、ハイムネアリドリ、アマサギ、シンジュトビ、ミサゴ、マキバシギ、アメリカムナグロ、コシジロウズラシギ、ナンベイヒメウなどを代表として、鮮やかな色彩の羽毛を持つ種が多数見られる。
爬虫類はクロカイマン、パラグアイカイマン、コビトカイマン、オリノコワニやアナコンダ、サンゴヘビモドキ、マイマイヘビ、キロニウスヘビ、アメリカツルヘビ、ムスラナ、マルガシラツルヘビ、ネコメヘビ、サンゴヘビ、ボア・コンストリクター、エメラルドツリーボア、アマゾンツリーボア、ヤジリハブ、ブッシュマスター、サンゴパイプヘビが一般に知られているが、個体数としてはオオヨコクビガメ、オオアタマヨコクビガメ、ムツコブヨコクビガメ、モンキヨコクビガメなどのナンベイヨコクビガメ類が最も多い。
魚類はピラニア、デンキウナギ、ピラルクーなどが良く知られているほか、ショベルノーズキャットフィッシュ、Pseudoplatystoma metaense、Pseudoplatystoma orinocoenseなどの500種を超えるナマズ目が生息している。
昆虫は現在でも新種が次々と発見される状況にあるほど豊富である。しかし、森林伐採によって生息種が年々減少していっている。

## 環境破壊
熱帯雨林は1967年頃に比べて20%消失した。2006年の国際連合食糧農業機関（FAO）の報告では、南アメリカでは毎年0.3〜0.4パーセントの森林が失われ、アマゾンの森林伐採された土地の70％が放牧地や飼料作物の生産などの畜産に利用される。また中国での中流階級の台頭と、ヨーロッパで発生した狂牛病への対策として畜産飼料が大豆餌に切り替えられたことによる需要の増大によって、大豆畑も増加している。このため、2006年には環境保護団体のグリーンピース（NGO）とマクドナルドなどの食品業者が、カーギル社などの穀物の主要取引会社に対し、アマゾンの転換畑で生産された大豆を2年間買わないようにとの交渉を行い、合意された。
世界自然保護基金（WWF）は、2030年までに、最大でアマゾン熱帯雨林の60%が破壊され、この影響で二酸化炭素の排出量が555億トンから969億トンに増える可能性があることを報告した。

### 森林破壊によって木が枯れる現象が多発
森林破壊によって引き起こされたと見られる、木々の枯死が多発しており問題になっている。また、焼き畑や枯死が増えると二酸化炭素排出量が一気に増える為、二酸化炭素の排出量の方が多くなり問題である。

### アマゾンの森林伐採
1996年に、1992年時と比較して森林伐採が34%増加していることが報告された。2000年から2005年にかけての5年間（毎年22,392 km²）でそれまでの5年間（毎年19,018 km²）と比較して18%以上伐採量が増えた。ブラジルではInstituto Nacional de Pesquisas Espaciais（INPE、国立宇宙研究所）によって伐採が調査された。伐採された土地は乾季に撮影されたランドサットの100〜200枚の画像から調べられた。自然の平原やサバンナは雨季の森の損失には含まれない。INPEによると、元々、ブラジルに於けるアマゾンの熱帯雨林は4,100,000 km²だったが2005年には3,403,000 km²まで減少した。17.1％が失われた。
| 年    | 森林面積（km2） | 年あたりの減少面積（km2） | 1970年に対する面積比率 | 1970年からの累積減少面積（km2） |
| ----- | --------------- | ------------------------- | ---------------------- | ------------------------------- |
| ~1970 | 4,100,000       |                           |                        |                                 |
| 1970  | 4,001,600       |                           |                        |                                 |
| 1977  | 3,955,870       |                           |                        |                                 |
| 1985  | 3,864,945       | 21,050                    |                        |                                 |
| 1986  | 3,841,932       | 21,050                    | 93.7%                  | 258,068                         |
| 1987  | 3,817,544       | 21,050                    | 93.1%                  | 282,456                         |
| 1988  | 3,799,476       | 21,050                    | 92.7%                  | 300,524                         |
| 1989  | 3,783,229       | 17,770                    | 92.3%                  | 316,771                         |
| 1990  | 3,796,288       | 13,730                    | 92.6%                  | 303,712                         |
| 1991  | 3,782,368       | 11,030                    | 92.3%                  | 317,632                         |
| 1992  | 3,760,720       | 13,786                    | 91.7%                  | 339,280                         |
| 1993  | 3,746,141       | 14,896                    | 91.4%                  | 353,859                         |
| 1994  | 3,735,463       | 14,896                    | 91.1%                  | 364,537                         |
| 1995  | 3,708,168       | 29,059                    | 90.4%                  | 391,832                         |
| 1996  | 3,678,495       | 18,161                    | 89.7%                  | 421,505                         |
| 1997  | 3,656,208       | 13,227                    | 89.2%                  | 443,792                         |
| 1998  | 3,648,260       | 17,383                    | 89.0%                  | 451,740                         |
| 1999  | 3,618,508       | 17,259                    | 88.3%                  | 481,492                         |
| 2000  | 3,602,205       | 18,226                    | 87.9%                  | 497,795                         |
| 2001  | 3,592,681       | 18,165                    | 87.6%                  | 507,319                         |
| 2002  | 3,574,446       | 21,651                    | 87.2%                  | 525,554                         |
| 2003  | 3,538,765       | 25,396                    | 86.3%                  | 561,235                         |
| 2004  | 3,519,981       | 27,772                    | 85.9%                  | 580,019                         |
| 2005  | 3,501,506       | 19,014                    | 85.4%                  | 598,494                         |
| 2006  | 3,481,143       | 14,285                    | 84.9%                  | 618,857                         |
| 2007  | 3,448,153       | 11,651                    | 84.1%                  | 651,847                         |
| 2008  | 3,451,565       | 12,911                    | 84.2%                  | 648,435                         |
| 2009  | 3,426,846       | 7,464                     | 83.6%                  | 673,154                         |
| 2010  | 3,433,519       | 7,000                     | 83.7%                  | 666,481                         |
| 2011  | 3,432,446       | 6,418                     | 83.7%                  | 667,554                         |
| 2012  | 3,432,170       | 4,571                     | 83.7%                  | 667,830                         |
| 2013  | 3,430,131       | 5,891                     | 83.7%                  | 669,869                         |
| 2014  | 3,420,221       | 5,012                     | 83.4%                  | 679,779                         |
| 2015  | 3,413,662       | 6,207                     | 83.3%                  | 686,338                         |
| 2016  | 3,406,796       | 7,893                     | 83.1%                  | 693,204                         |
| 2017  | 3,399,308       | 6,947                     | 82.9%                  | 700,692                         |
| 2018  | 3,390,835       | 7,900                     | 82.7%                  | 709,165                         |
| 2019  |                 | 9,762                     |                        | 718,927                         |

## 気候変動に対する反応

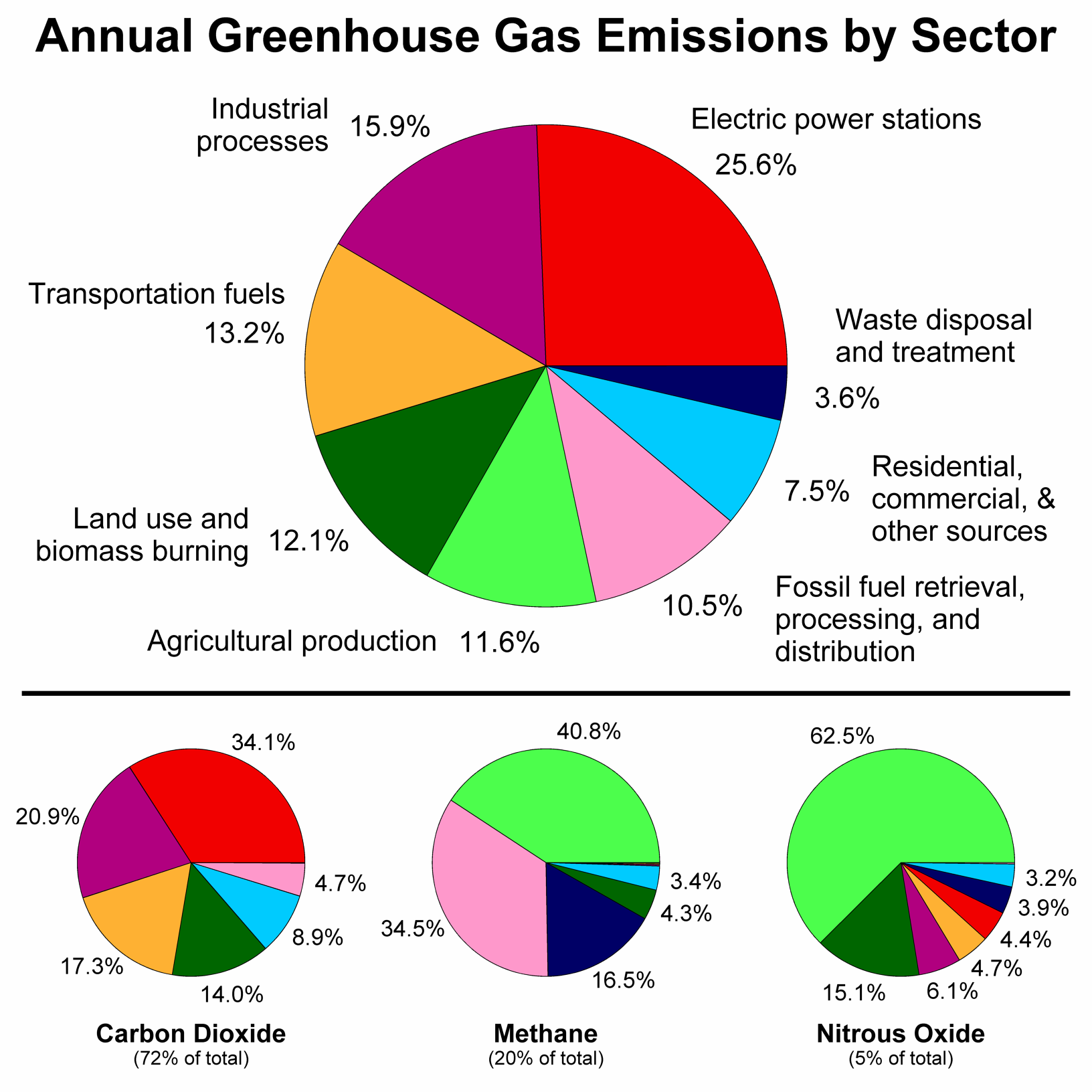
Anthropogenic emission of greenhouse gases broken down by sector for the year 2000.

最終氷期最盛期（英：Last Glacial Maximum、略称：LGM）以降の21000年間の気候変動による証拠がある。LGMでは現在よりも降雨量が少なかった事がわかっている。それにより森林も少なかった。この事には議論の余地がある。降雨量の減少は少なかった森と草原に分かれていたと主張している科学者も存在する。他の科学者はもっと北よりにあり、今日の様に南と東には広がっていなかったと主張する。この議論に決着をつけることは困難である。

## 森林破壊・枯死による二酸化炭素放出源の可能性
2010年2月3日、イギリスリーズ大学、シェフィールド大学、ブラジル国立アマゾン環境研究所は、共同研究を通じて、ブラジル一帯に及んだ旱魃がアマゾン一帯の熱帯雨林を二酸化炭素排出源に変えている可能性に言及した。これは2005年に発生した100年に一度とされた旱魃の結果、約190万平方kmの森林がダメージを受け、膨大な量の枯死木が二酸化炭素の吸収量を相殺してしまう量を排出するという内容である。旱魃は2010年にも2005年を上回る規模で発生しており、今後の気候変動により旱魃が増加すれば更なる影響が生じることを示唆している。

## アマゾン熱帯雨林に住む生き物の画像

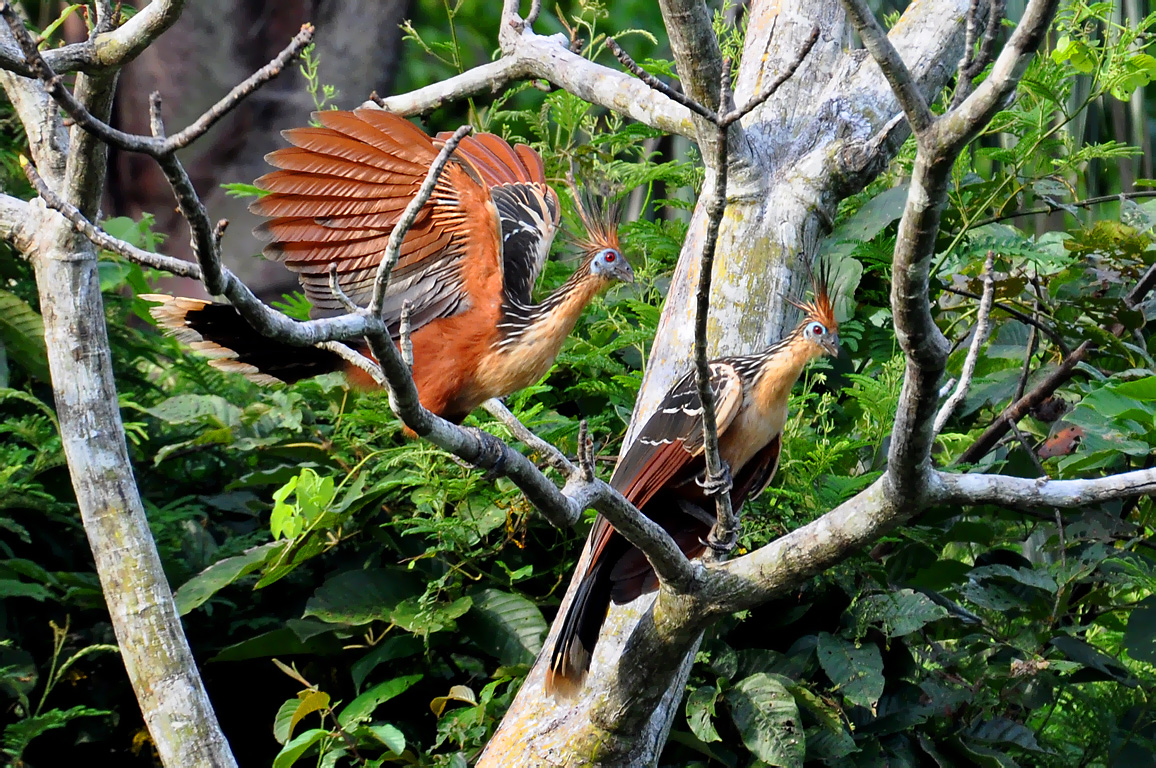
ツメバケイ
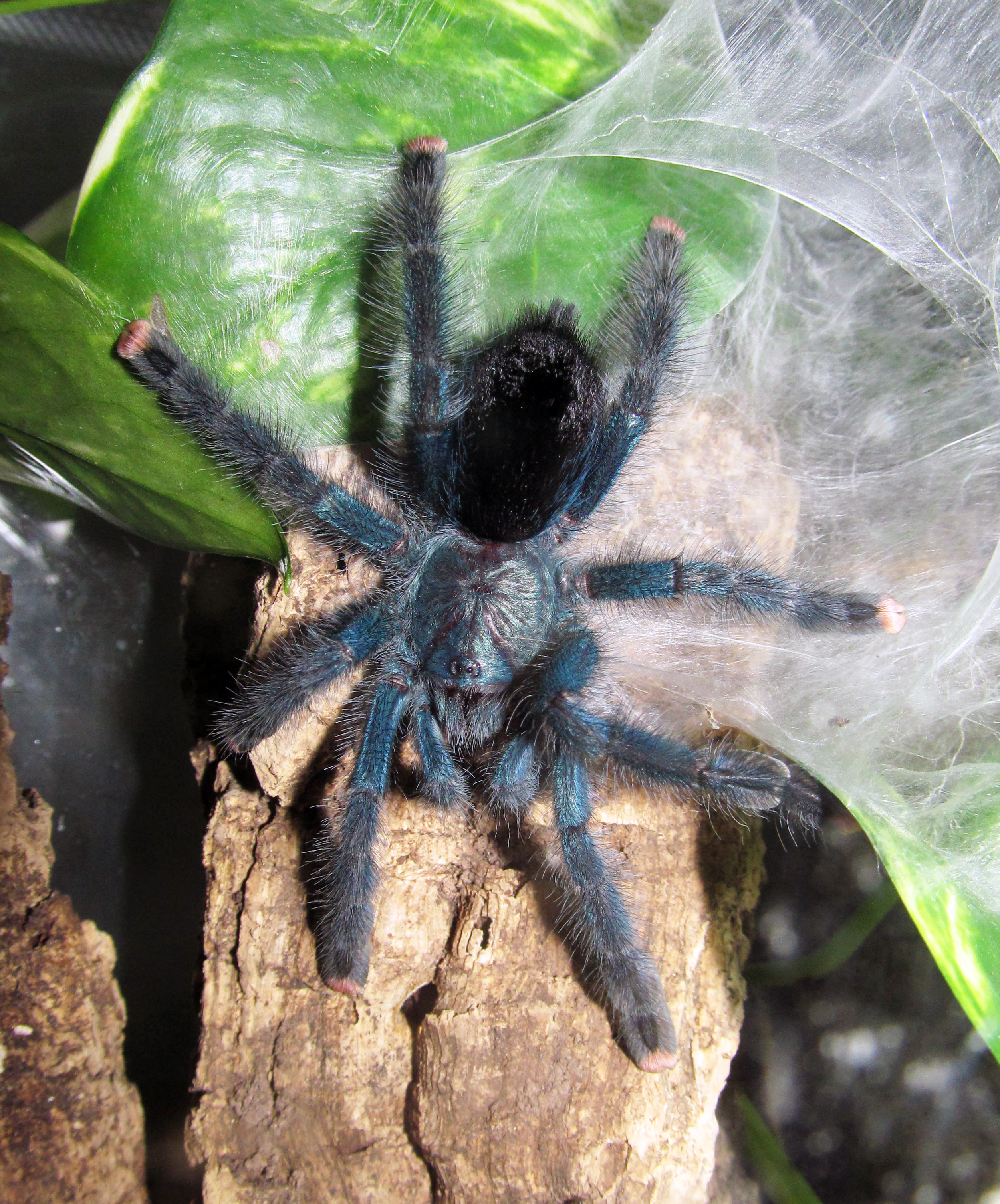
トタテグモ
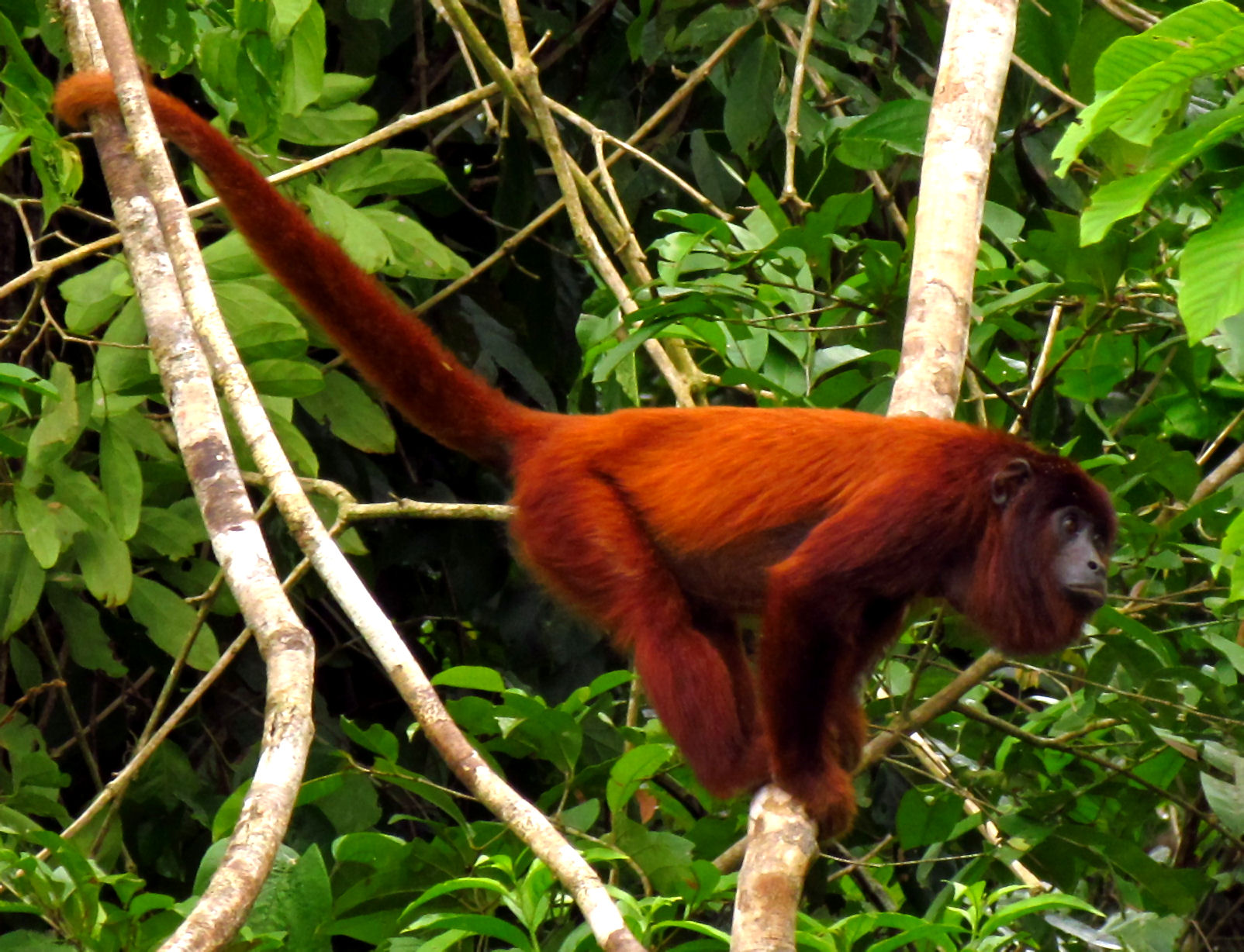
ホエザル
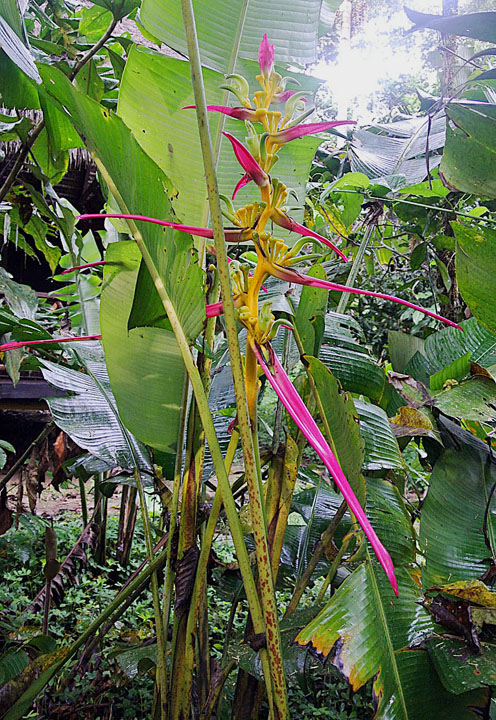
オウムバナ
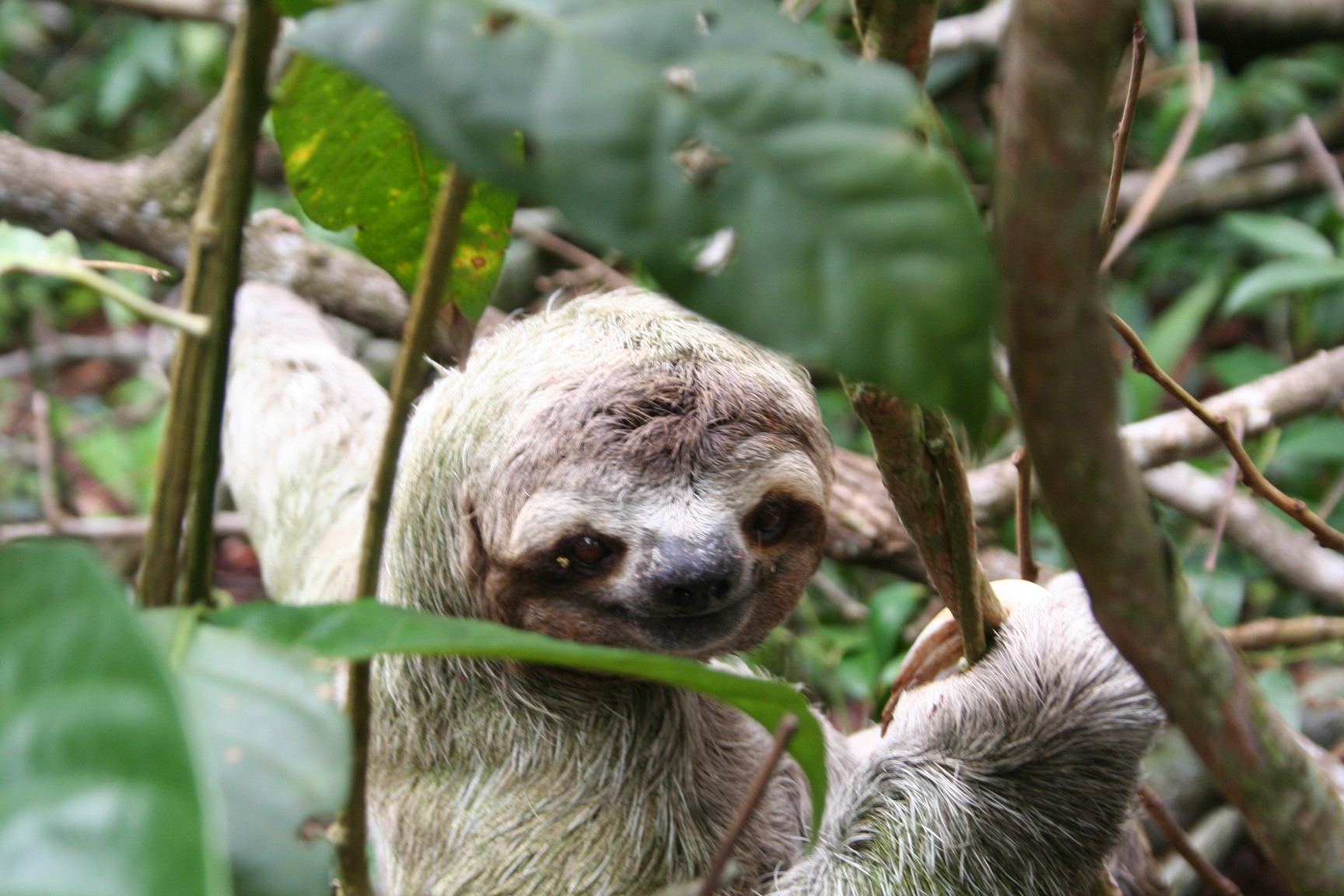
ナマケモノ
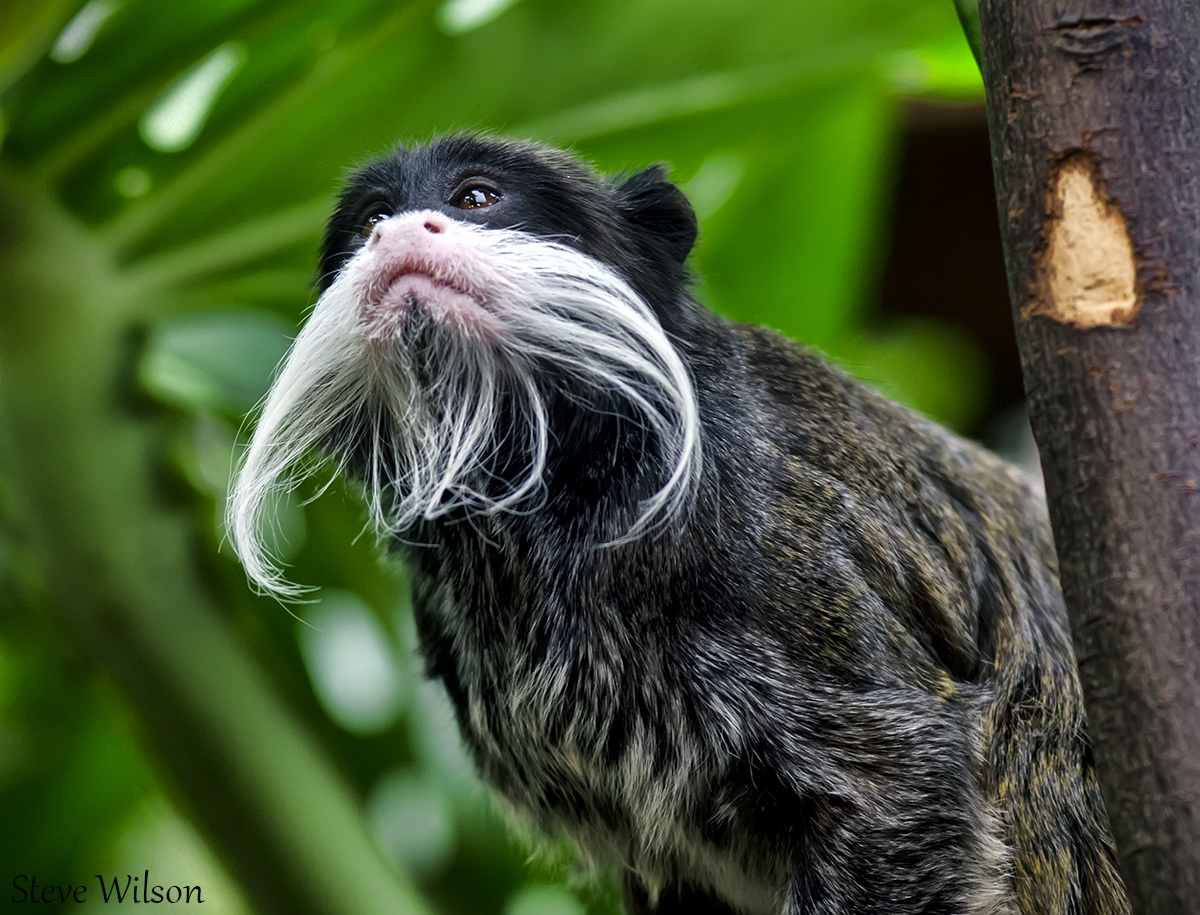
タマリン
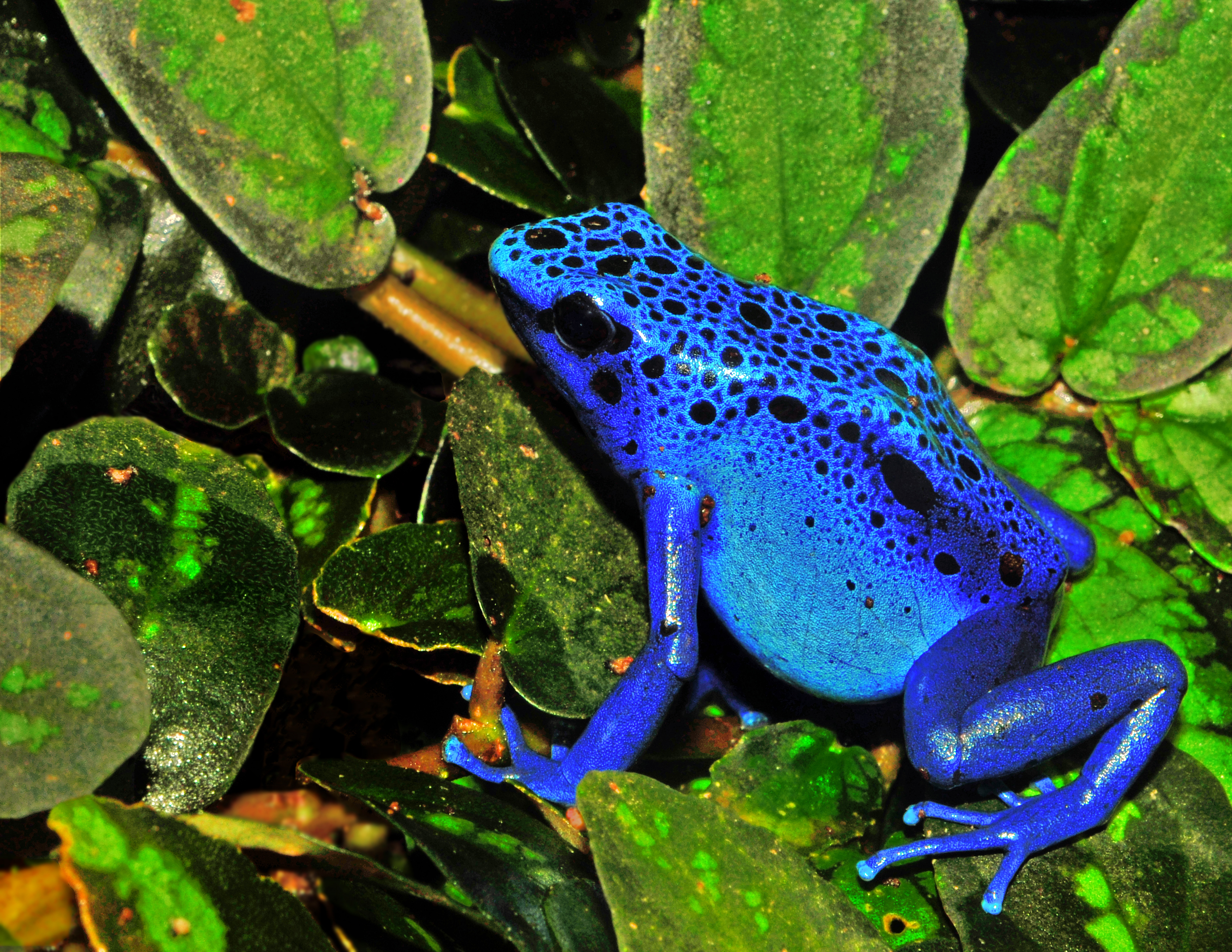
コバルトヤドクガエル
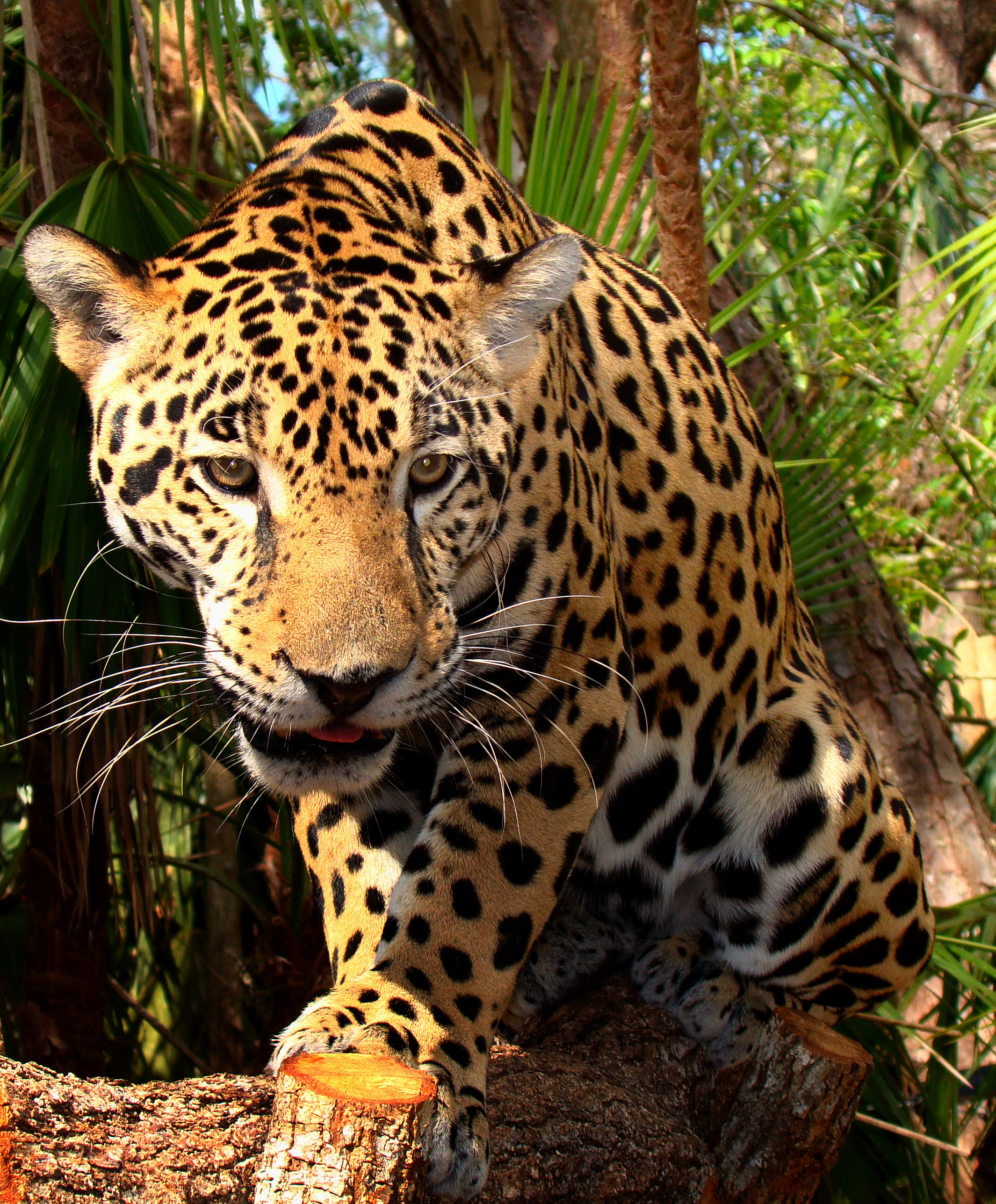
ジャガー
ウアカリ（英語版）
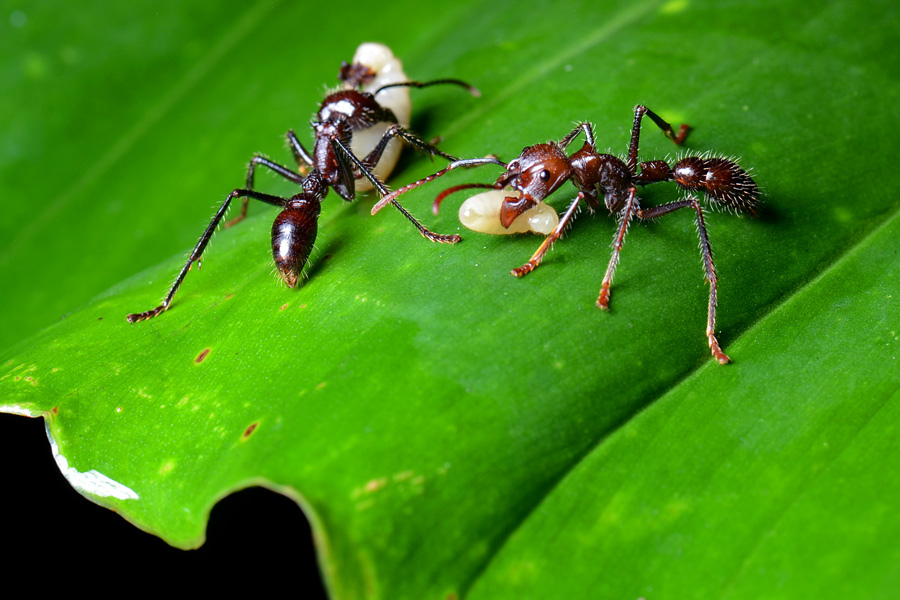
サシハリアリ